# 晚花卵叶报春
晚花卵叶报春（学名：Primula ovalifolia sp. tardiflora）为报春花科报春花属下的一个亚种。

## 扩展阅读
- 維基物種上的相關：晚花卵叶报春